# Agulla herbsti
Agulla herbsti är en halssländeart som först beskrevs av Peter Esben-Petersen 1912. 
Agulla herbsti ingår i släktet Agulla och familjen ormhalssländor. Inga underarter finns listade i Catalogue of Life.